# Atlético de San Juan FC
 (janvier 2024).
Si vous disposez d'ouvrages ou d'articles de référence ou si vous connaissez des sites web de qualité traitant du thème abordé ici, merci de compléter l'article en donnant les références utiles à sa vérifiabilité et en les liant à la section « Notes et références ».
L'Atlético de San Juan FC est un club de football de San Juan, Porto Rico. Le club joue dans la Puerto Rico Soccer League. Les matchs à domicile sont à l'Estadio Hiram Bithorn (18 000 places), traditionnellement utilisé pour le baseball. Le club est finaliste de l'édition 2009, mais avec un match nul 2-2 à l'aller et une défaite 1-0 au retour, il termine deuxième.